# Abbey Road Studios
Abbey Road Studios (tidigare känd som EMI Recording Studios) är en inspelningsstudio som ligger på adressen 3 Abbey Road, St John's Wood, City of Westminster, London, England. Studion invigdes i november 1931 av Gramophone Company, en föregångare till det brittiska skivbolaget EMI, som ägde studion ända till Universal Music tog kontroll över EMI 2013.
Abbey Road Studios är mest känd för sina innovativa inspelningstekniker under 1960-talet, som användes av the Beatles, Pink Floyd, the Hollies m.fl. En av studions första världskända klienter var Paul Robeson, som började spela in i studion i december 1931, och spelade in många av sina mest kända låtar där.
I februari 2010 beslöt sig EMI för att sälja studion för att kunna avbetala delar av sina skulder. Den brittiska regeringen beslutade dock senare att kulturskydda byggnaden vilket drog tillbaka alla möjligheter till att köpa den.